# Copa do Nordeste 1998
Die Copa do Nordeste 1998, war die dritte Austragung der Copa do Nordeste, eines regionalen Fußballpokalwettbewerbs in Brasilien, der vom nationalen Fußballverband CBF organisiert wurde. Es startete am 4. Februar und endete am 4. Juni 1998. Der Turniersieg war mit der Qualifizierung zum Copa Conmebol 1998 verbunden.

## Modus
Das Turnier wurde in zwei Gruppenphasen zu je vier Klubs mit Hin- und Rückspiel ausgetragen. In der ersten Phase trafen die 16 Teilnehmer in vier Gruppen zu je vier Klubs aufeinander. Die jeweiligen zwei Gruppenbesten zog in die zweite Runde ein. In dieser wurden zwei Gruppen mit wieder vier Klubs gebildet. Die beiden Gruppensieger trafen im Finale mit Hin- und Rückspiel aufeinander.

## Teilnehmer
Die 16 Teilnehmer kamen aus den Bundesstaaten Alagoas, Bahia, Ceará, Paraíba, Pernambuco, Rio Grande do Norte und Sergipe.
Die Teilnehmer waren:
| Bundesstaat         | Klub                    |
| ------------------- | ----------------------- |
| Alagoas             | CS Alagoano             |
| Alagoas             | Clube de Regatas Brasil |
| Bahia               | EC Bahia                |
| Bahia               | Fluminense de Feira FC  |
| Bahia               | EC Vitória              |
| Ceará               | Ceará SC                |
| Ceará               | Fortaleza EC            |
| Paraíba             | Botafogo FC (PB)        |
| Paraíba             | FC Treze                |
| Pernambuco          | Náutico Capibaribe      |
| Pernambuco          | Santa Cruz FC           |
| Pernambuco          | Sport Recife            |
| Rio Grande do Norte | ABC Natal               |
| Rio Grande do Norte | América FC (RN)         |
| Sergipe             | AD Confiança            |
| Sergipe             | CS Sergipe              |

## Vorrunde

### Gruppe A
| Pl. | Verein       | Sp. | S | U | N | Tore    | Diff. | Punkte |
| --- | ------------ | --- | - | - | - | ------- | ----- | ------ |
| 1.  | EC Bahia     | 6   | 4 | 0 | 2 | 009:300 | +6    | 12     |
| 2.  | Ceará SC     | 6   | 3 | 2 | 1 | 011:800 | +3    | 11     |
| 3.  | CS Alagoano  | 6   | 2 | 1 | 3 | 011:130 | −2    | 07     |
| 4.  | AD Confiança | 6   | 1 | 1 | 4 | 006:130 | −7    | 04     |

| Datum       |              | Ergebnis |              | Stadion                                     |
| ----------- | ------------ | -------- | ------------ | ------------------------------------------- |
| 4. Februar  | Ceará SC     | 3:2      | CS Alagoano  | PV                                          |
| 11. Februar | CS Alagoano  | 0:2      | EC Bahia     | Rei Pelé                                    |
| 13. Februar | AD Confiança | 1:1      | Ceará SC     | Batistão                                    |
| 26. Februar | Ceará SC     | 1:0      | EC Bahia     | PV                                          |
| 26. Februar | AD Confiança | 1:3      | CS Alagoano  | Batistão                                    |
| 3. März     | EC Bahia     | 0:1      | AD Confiança | Fonte Nova                                  |
| 5. März     | CS Alagoano  | 3:3      | Ceará SC     | Rei Pelé                                    |
| 5. März     | AD Confiança | 1:3      | EC Bahia     | Batistão                                    |
| 12. März    | EC Bahia     | 2:0      | CS Alagoano  | Fonte Nova                                  |
| 12. März    | Ceará SC     | 3:0      | AD Confiança | Estádio Nacional de Brasília Mané Garrincha |
| 19. März    | EC Bahia     | 2:0      | Ceará SC     | Fonte Nova                                  |
| 19. März    | CS Alagoano  | 3:2      | AD Confiança | Rei Pelé                                    |

### Gruppe B
| Pl. | Verein                  | Sp. | S | U | N | Tore    | Diff. | Punkte |
| --- | ----------------------- | --- | - | - | - | ------- | ----- | ------ |
| 1.  | Santa Cruz FC           | 6   | 4 | 0 | 2 | 013:800 | +5    | 12     |
| 2.  | EC Vitória              | 6   | 3 | 1 | 2 | 019:700 | +12   | 10     |
| 3.  | Clube de Regatas Brasil | 6   | 2 | 1 | 3 | 005:140 | −9    | 07     |
| 4.  | CS Sergipe              | 6   | 1 | 2 | 3 | 004:120 | −8    | 05     |

| Datum       |               | Ergebnis |               | Stadion  |
| ----------- | ------------- | -------- | ------------- | -------- |
| 4. Februar  | CRB           | 0:2      | Santa Cruz FC | Rei Pelé |
| 11. Februar | Santa Cruz FC | 3:0      | CS Sergipe    | Arrudão  |
| 18. Februar | CS Sergipe    | 0:0      | CRB           | Batistão |
| 18. Februar | Santa Cruz FC | 3:1      | EC Vitória    | Arrudão  |
| 26. Februar | CRB           | 3:2      | CS Sergipe    | Rei Pelé |
| 26. Februar | EC Vitória    | 5:2      | Santa Cruz FC | Barradão |
| 5. März     | EC Vitória    | 7:1      | CRB           | Barradão |
| 10. März    | CS Sergipe    | 0:6      | EC Vitória    | Batistão |
| 12. März    | CS Sergipe    | 2:0      | Santa Cruz FC | Batistão |
| 12. März    | CRB           | 1:0      | EC Vitória    | Rei Pelé |
| 18. März    | EC Vitória    | 0:0      | CS Sergipe    | Barradão |
| 19. März    | Santa Cruz FC | 3:0      | CRB           | Arrudão  |

### Gruppe C
| Pl. | Verein                 | Sp. | S | U | N | Tore    | Diff. | Punkte |
| --- | ---------------------- | --- | - | - | - | ------- | ----- | ------ |
| 1.  | Botafogo FC (PB)       | 6   | 4 | 1 | 1 | 010:600 | +4    | 13     |
| 2.  | América FC (RN)        | 6   | 3 | 1 | 2 | 011:700 | +4    | 10     |
| 3.  | Fluminense de Feira FC | 6   | 2 | 1 | 3 | 007:700 | ±0    | 07     |
| 4.  | Náutico Capibaribe     | 6   | 1 | 1 | 4 | 004:120 | −8    | 04     |

| Datum       |                    | Ergebnis |                    | Stadion          |
| ----------- | ------------------ | -------- | ------------------ | ---------------- |
| 5. Februar  | Náutico Capibaribe | 0:1      | América FC         | Aflitos          |
| 6. Februar  | Botafogo FC        | 1:0      | Fluminense         | Almeidão         |
| 11. Februar | Fluminense         | 1:0      | Náutico Capibaribe | Joia da Princesa |
| 26. Februar | Náutico Capibaribe | 0:0      | Botafogo FC        | Aflitos          |
| 26. Februar | Fluminense         | 1:1      | América FC         | Joia da Princesa |
| 3. März     | América FC         | 3:2      | Botafogo FC        | Machado          |
| 5. März     | América FC         | 0:1      | Fluminense         | Machado          |
| 5. März     | Botafogo FC        | 2:1      | Náutico Capibaribe | Almeidão         |
| 12. März    | Botafogo FC        | 3:1      | América FC         | Almeidão         |
| 12. März    | Náutico Capibaribe | 1:3      | Fluminense         | Aflitos          |
| 19. März    | Fluminense         | 1:2      | Botafogo FC        | Joia da Princesa |
| 19. März    | América FC         | 5:0      | Náutico Capibaribe | Machado          |

### Gruppe D
| Pl. | Verein       | Sp. | S | U | N | Tore    | Diff. | Punkte |
| --- | ------------ | --- | - | - | - | ------- | ----- | ------ |
| 1.  | ABC Natal    | 6   | 4 | 1 | 1 | 011:600 | +5    | 13     |
| 2.  | Fortaleza EC | 6   | 3 | 2 | 1 | 009:500 | +4    | 11     |
| 3.  | Sport Recife | 6   | 3 | 1 | 2 | 017:700 | +10   | 10     |
| 4.  | FC Treze     | 6   | 0 | 0 | 6 | 005:240 | −19   | 0      |

| Datum       |              | Ergebnis |              | Stadion        |
| ----------- | ------------ | -------- | ------------ | -------------- |
| 6. Februar  | ABC Natal    | 4:0      | FC Treze     | Machadão       |
| 11. Februar | Fortaleza EC | 0:0      | ABC Natal    | PV             |
| 11. Februar | FC Treze     | 2:5      | Sport Recife | Amigão         |
| 18. Februar | Fortaleza EC | 4:1      | FC Treze     | PV             |
| 26. Februar | Sport Recife | 4:1      | ABC Natal    | Ilha do Retiro |
| 26. Februar | FC Treze     | 1:3      | Fortaleza EC | Amigão         |
| 6. März     | ABC Natal    | 2:1      | Sport Recife | Machado        |
| 10. März    | Sport Recife | 0:0      | Fortaleza EC | Ilha do Retiro |
| 12. März    | ABC Natal    | 2:0      | Fortaleza EC | Machado        |
| 12. März    | Sport Recife | 6:0      | FC Treze     | Ilha do Retiro |
| 19. März    | FC Treze     | 1:2      | ABC Natal    | Amigão         |
| 19. März    | Fortaleza EC | 2:1      | Sport Recife | PV             |

## Finalrunde

### Gruppe E
| Pl. | Verein           | Sp. | S | U | N | Tore    | Diff. | Punkte |
| --- | ---------------- | --- | - | - | - | ------- | ----- | ------ |
| 1.  | EC Vitória       | 6   | 4 | 1 | 1 | 012:500 | +7    | 13     |
| 2.  | EC Bahia         | 6   | 3 | 2 | 1 | 017:100 | +7    | 11     |
| 3.  | Botafogo FC (PB) | 6   | 3 | 1 | 2 | 011:700 | +4    | 10     |
| 4.  | Fortaleza EC     | 6   | 0 | 0 | 6 | 004:220 | −18   | 0      |

| Datum     |              | Ergebnis |              | Stadion    |
| --------- | ------------ | -------- | ------------ | ---------- |
| 26. März  | Fortaleza EC | 1:2      | EC Vitória   | PV         |
| 26. März  | Botafogo FC  | 2:2      | EC Bahia     | Almeidão   |
| 31. März  | EC Bahia     | 3:1      | Botafogo FC  | Fonte Nova |
| 2. April  | EC Vitória   | 1:0 *    | Botafogo FC  | Barradão   |
| 9. April  | Fortaleza EC | 1:2      | EC Bahia     | PV         |
| 19. April | EC Vitória   | 3:1      | EC Bahia     | Barradão   |
| 21. April | Botafogo FC  | 2:1      | Fortaleza EC | Almeidão   |
| 23. April | EC Vitória   | 4:0      | Fortaleza EC | Barradão   |
| 26. April | EC Bahia     | 2:2      | EC Vitória   | Fonte Nova |
| 28. April | Fortaleza EC | 1:4      | Botafogo FC  | PV         |
| 7. Mai    | EC Bahia     | 7:1      | Fortaleza EC | Fonte Nova |
| 7. Mai    | Botafogo FC  | 1:0      | EC Vitória   | Almeidão   |

### Gruppe F
| Pl. | Verein          | Sp. | S | U | N | Tore    | Diff. | Punkte |
| --- | --------------- | --- | - | - | - | ------- | ----- | ------ |
| 1.  | América FC (RN) | 6   | 5 | 0 | 1 | 014:500 | +9    | 15     |
| 2.  | Santa Cruz FC   | 6   | 3 | 1 | 2 | 008:900 | −1    | 10     |
| 3.  | Ceará SC        | 6   | 2 | 1 | 3 | 005:600 | −1    | 07     |
| 4.  | ABC Natal       | 6   | 0 | 2 | 4 | 005:120 | −7    | 02     |

| Datum     |               | Ergebnis |               | Stadion  |
| --------- | ------------- | -------- | ------------- | -------- |
| 26. März  | ABC Natal     | 0:4      | América FC    | Machadão |
| 2. April  | América FC    | 3:0      | Santa Cruz FC | Machadão |
| 2. April  | Ceará SC      | 1:0      | ABC Natal     | PV       |
| 9. April  | Santa Cruz FC | 2:1      | ABC Natal     | Arrudão  |
| 9. April  | América FC    | 2:0      | Ceará SC      | Machadão |
| 16. April | ABC Natal     | 2:2      | Santa Cruz FC | Machadão |
| 16. April | Ceará SC      | 1:2      | América FC    | PV       |
| 23. April | Santa Cruz FC | 1:0      | Ceará SC      | Arrudão  |
| 30. April | Ceará SC      | 2:0      | Santa Cruz FC | PV       |
| 30. April | América FC    | 2:1      | ABC Natal     | Machadão |
| 7. Mai    | Santa Cruz FC | 3:1      | América FC    | Arrudão  |
| 7. Mai    | ABC Natal     | 1:1      | Ceará SC      | Machadão |

## Finale

### Hinspiel
| EC Vitória                                                 | EC Vitória | América FC (RN) | América FC (RN) |
| ---------------------------------------------------------- | --- | --- | --------------- |
| EC Vitória                                                 | \| 20. Mai 1998 in Salvador (Bahia) (Estádio Manoel Barradas) \| \| Ergebnis: 2:1 (1:0) \| \| Zuschauer: 3.631 \| \| Schiedsrichter: Francisco Dacildo Mourão ( Ceará) \|                                                                | \| 20. Mai 1998 in Salvador (Bahia) (Estádio Manoel Barradas) \| \| Ergebnis: 2:1 (1:0) \| \| Zuschauer: 3.631 \| \| Schiedsrichter: Francisco Dacildo Mourão ( Ceará) \|                             | América FC (RN) |
| EC Vitória                                                 | Sérgio – Paulo César , Flávio Tanajura, Fábio Bilica, Esquerdinha – Donizete Oliveira, Preto Casagrande, Kléber – Alex Mineiro , Dejan Petković, Evando Reserve Donizete Amorim , Elvis , Renato Nascimento Cheftrainer: Hélio dos Anjos | Gabriel – Gilson Campos, Ronald , Anderson Lima, Rogerinho – Montanha, Carioca, Moura, Biro-Biro – Paulinho Kobayashi, Leonardo Reserve Carlos Mota , Bruno Lima , Wanderlei Cheftrainer: Arthurzinho | América FC (RN) |
| EC Vitória                                                 | 1:0 Evando (30.) 2:1 Flávio Tanajura (90.+2') | 1:1 Leandro (48.) | América FC (RN) |
| EC Vitória                                                 | Fábio Bilica, Petkovic | Montanha, Carlos Mota, Paulinho Kobayashi | América FC (RN) |
| EC Vitória                                                 | Carioca | | América FC (RN) |
| 20. Mai 1998 in Salvador (Bahia) (Estádio Manoel Barradas) | | |                 |
| Ergebnis: 2:1 (1:0)                                        | | |                 |
| Zuschauer: 3.631                                           | | |                 |
| Schiedsrichter: Francisco Dacildo Mourão ( Ceará)          | | |                 |

### Rückspiel
| América FC (RN)                                        | América FC (RN) | EC Vitória | EC Vitória |
| ------------------------------------------------------ | --- | --- | ---------- |
| América FC (RN)                                        | \| 4. Juni 1998 in Natal (Estádio João Machado) \| \| Ergebnis: 3:1 (2:0) \| \| Zuschauer: 24.431 \| \| Schiedsrichter: Wilson de Souza Mendonça ( Pernambuco) \|                                    | \| 4. Juni 1998 in Natal (Estádio João Machado) \| \| Ergebnis: 3:1 (2:0) \| \| Zuschauer: 24.431 \| \| Schiedsrichter: Wilson de Souza Mendonça ( Pernambuco) \|                                                                 | EC Vitória |
| América FC (RN)                                        | Gabriel – Gilson Campos, Paulão , Anderson Lima, Rogerinho – Montanha, Carioca, Moura, Biro-Biro – Paulinho Kobayashi, Leonardo Reserve André Luiz , Bruno Lima , Wanderlei Cheftrainer: Arthurzinho | Sérgio – Paulo César , Flávio Tanajura, Fábio Bilica, Esquerdinha – Donizete Oliveira, Preto Casagrande, Fernando , Kléber – Agnaldo, Dejan Petković Reserve Donizete Amorim , Evando , Alex Mineiro Cheftrainer: Hélio dos Anjos | EC Vitória |
| América FC (RN)                                        | 1:0 Biro-Biro (1.) 2:0 Kobayashi (5.) 3:1 Carioca (79., Elfmeter) | 2:1 Tanajura (48.) | EC Vitória |
| 4. Juni 1998 in Natal (Estádio João Machado)           | | |            |
| Ergebnis: 3:1 (2:0)                                    | | |            |
| Zuschauer: 24.431                                      | | |            |
| Schiedsrichter: Wilson de Souza Mendonça ( Pernambuco) | | |            |

## Torschützenliste
| Pl. | Nat.        | Spieler            | Klub            | Tore |
| --- | ----------- | ------------------ | --------------- | ---- |
| 1   | Brasilianer | Paulinho Kobayashi | América FC (RN) | 9    |
| 2   | Brasilianer | André Jacaré       | Santa Cruz FC   | 7    |
| 3   | Brasilianer | Edmundo            | EC Bahia        | 6    |
| 3   | Brasilianer | Agnaldo            | EC Vitória      | 6    |